# المدرسة الرصاصية
المدرسة الرصاصية أو رباط بيرم جاويش، هي إحدى المعالم الإسلامية البارزة في مدينة القدس، تأسست في العهد العثماني، وتحديدًا عام 947ه، في عهد السلطان سليمان القانوني، على يد الأمير بيرم جاويش بن مصطفى. تقع المدرسة في موقع استراتيجي عند تقاطع عقبة التكية مع طريق الواد وطريق باب الناظر المؤدي إلى المسجد الأقصى، وهذا الموقع منحها أهمية دينية وتعليمية كبيرة.

## التسمية
أُطلق عليها في البداية رباط بيرم جاويش نسبة إلى منشئه، ومن ثم تحول إسم الرباط إلى المدرسة الرصاصية وذلك بسبب استخدام الرصاص في ربط المداميك بسبب قلة الجير وقت البناء.

## العمارة
يمثل المبنى نموذجًا مميزًا للعمارة العثمانية في القدس، يتميز مدخله الشمالي بزخارف حجرية ملونة مبنية بطريقة الصنج المعشقة، تعلوها المقرنصات الدقيقة، وهي قباب صغيرة متتابعة تتدلى بشكل متناسق، إضافة إلى محارة حجرية مركزية في وسطه تنبثق منه شعاعات تشبه شمساً مشرقة. يتكون المبنى من طابقين يتم الوصول إليهما عبر مدخل شمالي، يضم الطابق الثاني عدداً من الساحات المكشوفة، وأكبرها الساحة المركزية، كما يضم مسجداً وغرفاً وقاعات عديدة، ويتخذ المكتب شكل المربع، وهو مسقوف بأقبية متقاطعة، ويوجد في الوسط ضريح يعود إلى الشيخ سعد الدين محمد الرصاصي.

## الوظيفة التاريخية
خصص الأمير جاويش هذا الرباط لإيواء الأيتام وتوفير التعليم المجاني لهم. لكن في أواخر العهد العثماني بدأت تغلب الوظيفة التعليمية على الوظيفة الأساسية.

## بعد عام 1967
بعد احتلال القدس عام 1967، سعت سلطات الإحتلال إلى فرض مناهجها التعليمية، ما أدى إلى تعزيز أهمية المدرسة ودورها الوظيفي كمؤسسة تعليمية وفق المنهاج الأردني. تم استخدام الطابق الثاني منها كمدرسة ثانوية لتعليم الذكور، وتحويل الطابق الأول إلى مدرسة.